# 대칭 (물리학)
물리학에서 물리계의 대칭은 시스템의 물리적 또는 수학적 특징(관찰된 또는 고유한)으로, 일부 변형에서 보존되거나 변경되지 않는다.
연속적 (예: 원의 회전 ) 또는 이산적(예: 좌우 대칭 도형의 반사 또는 정다각형의 회전)일 수 있다. 연속적이고 불연속적인 변환은 상응하는 대칭 유형을 발생시킨다. 연속 대칭은 리 군으로 설명할 수 있고 이산 대칭은 유한군으로 설명할 수 있다( 대칭군 참조).
이 두 개념인 리 군과 유한군은 현대 물리학의 기본 이론의 기초이다. 대칭은 종종 그룹 표현 과 같은 수학적 공식에 적합하며 추가로 많은 문제를 단순화하는 데 이용될 수 있다.
틀림없이 물리학에서 대칭의 가장 중요한 예는 빛의 속도가 모든 참조 프레임에서 동일한 값을 갖는다는 것이다. 이는 특수 상대성 이론에서 푸앵카레 그룹으로 알려진 시공간 변환 그룹에 의해 설명된다. 또 다른 중요한 예는 일반 상대성 이론에서 중요한 개념인 임의의 미분 좌표 변환에서 물리 법칙의 형태가 불변 하다는 것이다.
대칭은 크게 글로벌 또는 로컬 로 분류할 수 있다. 전역 대칭 은 시공간의 모든 지점에서 동시에 적용되는 변환에 대해 속성을 불변으로 유지하는 반면, 로컬 대칭 은 시공간의 각 지점에서 가능한 다른 대칭 변환이 적용될 때 속성을 불변으로 유지하는 대칭이다. 특히 로컬 대칭 변환은 시공간 좌표에 의해 매개변수화되지만 전역 대칭은 그렇지 않다. 이것은 전역 대칭이 지역 대칭이기도 함을 의미한다. 게이지 이론의 기초를 형성하기 때문에 물리학에서 중요한 역할을 한다.

## 같이 보기
- 벡터의 공변성 및 반변성
- 겉보기힘
- 갈릴레이 불변성
- 관성 좌표계